# Kleinbahn Greifswald–Wolgast
| | |                                             |                                             |
| Kursbuchstrecke (DB): | 125b (Kröslin (Kr Greifswald) – Wolgast Reichsb 1946), 125c (1944), 112f (Greifswald – Lubmin Seebad 1934), 112h (Lubmin Seebad – Wolgast Kleinbf 1934) |                                             |                                             |
| Spurweite: | 750 mm (Schmalspur) |                                             |                                             |
| | |                                             |                                             |
| \| \| \| von Stralsund (Staatsbahn) \| \| \| \| 0,0 \| Greifswald \| Greifswald \| \| \| \| nach Jarmen \| \| \| \| \| nach Züssow (Staatsbahn) \| \| \| \| 0,5 \| Greifswald Kleinbahn \| Greifswald Kleinbahn \| \| \| 1,0 \| Neunmorgenstraße \| Neunmorgenstraße \| \| \| 1,7 \| Hohenzollernplatz (1937–1945: Platz der SA) \| Hohenzollernplatz (1937–1945: Platz der SA) \| \| \| 3,1 \| Normandie \| Normandie \| \| \| 5,9 \| Wieck-Eldena \| Wieck-Eldena \| \| \| 7,6 \| Elisenhain \| Elisenhain \| \| \| 8,8 \| Weiße Buche \| Weiße Buche \| \| \| 11,4 \| Diedrichshagen \| Diedrichshagen \| \| \| 14,0 \| Hanshagen Gut \| Hanshagen Gut \| \| \| 17,3 \| Kemnitzerhagen \| Kemnitzerhagen \| \| \| 18,5 0,0 \| Kemnitz \| Kemnitz \| \| \| \| \| \| \| \| 1,5 \| Rappenhagen \| Rappenhagen \| \| \| 4,1 \| Boltenhagen \| Boltenhagen \| \| \| 6,2 \| Lodmannshagen \| Lodmannshagen \| \| \| 7,3 \| Kühlenhagen \| Kühlenhagen \| \| \| 20,5 \| Neuendorf \| Neuendorf \| \| \| 23,8 \| Loissin \| Loissin \| \| \| 25,1 \| Gahlkow \| Gahlkow \| \| \| 26,5 \| Vierow \| Vierow \| \| \| 0,7 \| Seebad Lubmin \| Seebad Lubmin \| \| \| 0,0 29,9 \| Lubmin Dorf \| Lubmin Dorf \| \| \| 32,1 \| Wusterhusen \| Wusterhusen \| \| \| 34,9 \| Pritzwald \| Pritzwald \| \| \| 37,3 \| Rubenow \| Rubenow \| \| \| 39,2 \| Voddow \| Voddow \| \| \| 41,7 \| Kröslin \| Kröslin \| \| \| 43,5 \| Karrin \| Karrin \| \| \| 45,0 \| Groß Ernsthof \| Groß Ernsthof \| \| \| 48,0 \| Wolgast Tannenkamp \| Wolgast Tannenkamp \| \| \| 48,7 \| Wolgast Schlachthof \| Wolgast Schlachthof \| \| \| 49,4 \| Wolgast Kleinbahnhof \| Wolgast Kleinbahnhof \| \| \| \| nach Wolgast Hafen \| \| \| \| \| \| \| \| Quellen: [1] \| \| \| \| | |                                             |                                             |
| Strecke | | von Stralsund (Staatsbahn)                  | von Stralsund (Staatsbahn)                  |
| Bahnhof | 0,0 | Greifswald                                  | Greifswald                                  |
| Abzweig geradeaus und ehemals nach rechts | | nach Jarmen                                 | nach Jarmen                                 |
| Abzweig ehemals geradeaus und nach rechts | | nach Züssow (Staatsbahn)                    | nach Züssow (Staatsbahn)                    |
| Bahnhof (Strecke außer Betrieb) | 0,5 | Greifswald Kleinbahn                        | Greifswald Kleinbahn                        |
| Haltepunkt / Haltestelle (Strecke außer Betrieb) | 1,0 | Neunmorgenstraße                            | Neunmorgenstraße                            |
| Haltepunkt / Haltestelle (Strecke außer Betrieb) | 1,7 | Hohenzollernplatz (1937–1945: Platz der SA) | Hohenzollernplatz (1937–1945: Platz der SA) |
| Haltepunkt / Haltestelle (Strecke außer Betrieb) | 3,1 | Normandie                                   | Normandie                                   |
| Haltepunkt / Haltestelle (Strecke außer Betrieb) | 5,9 | Wieck-Eldena                                | Wieck-Eldena                                |
| Haltepunkt / Haltestelle (Strecke außer Betrieb) | 7,6 | Elisenhain                                  | Elisenhain                                  |
| Haltepunkt / Haltestelle (Strecke außer Betrieb) | 8,8 | Weiße Buche                                 | Weiße Buche                                 |
| Haltepunkt / Haltestelle (Strecke außer Betrieb) | 11,4 | Diedrichshagen                              | Diedrichshagen                              |
| Haltepunkt / Haltestelle (Strecke außer Betrieb) | 14,0 | Hanshagen Gut                               | Hanshagen Gut                               |
| Haltepunkt / Haltestelle (Strecke außer Betrieb) | 17,3 | Kemnitzerhagen                              | Kemnitzerhagen                              |
| Bahnhof (Strecke außer Betrieb) | 18,5 0,0 | Kemnitz                                     | Kemnitz                                     |
| Strecke von links (außer Betrieb) · Abzweig geradeaus und nach rechts (Strecke außer Betrieb) | |                                             |                                             |
| Bahnhof (Strecke außer Betrieb) · Strecke (außer Betrieb) | 1,5 | Rappenhagen                                 | Rappenhagen                                 |
| Bahnhof (Strecke außer Betrieb) · Strecke (außer Betrieb) | 4,1 | Boltenhagen                                 | Boltenhagen                                 |
| Bahnhof (Strecke außer Betrieb) · Strecke (außer Betrieb) | 6,2 | Lodmannshagen                               | Lodmannshagen                               |
| Kopfbahnhof Streckenende (Strecke außer Betrieb) · Strecke (außer Betrieb) | 7,3 | Kühlenhagen                                 | Kühlenhagen                                 |
| Haltepunkt / Haltestelle (Strecke außer Betrieb) | 20,5 | Neuendorf                                   | Neuendorf                                   |
| Haltepunkt / Haltestelle (Strecke außer Betrieb) | 23,8 | Loissin                                     | Loissin                                     |
| Haltepunkt / Haltestelle (Strecke außer Betrieb) | 25,1 | Gahlkow                                     | Gahlkow                                     |
| Haltepunkt / Haltestelle (Strecke außer Betrieb) | 26,5 | Vierow                                      | Vierow                                      |
| Abzweig geradeaus und von links (Strecke außer Betrieb) · Kopfbahnhof Streckenende und quer (Strecke außer Betrieb) | 0,7 | Seebad Lubmin                               | Seebad Lubmin                               |
| Bahnhof (Strecke außer Betrieb) | 0,0 29,9 | Lubmin Dorf                                 | Lubmin Dorf                                 |
| Haltepunkt / Haltestelle (Strecke außer Betrieb) | 32,1 | Wusterhusen                                 | Wusterhusen                                 |
| Haltepunkt / Haltestelle (Strecke außer Betrieb) | 34,9 | Pritzwald                                   | Pritzwald                                   |
| Haltepunkt / Haltestelle (Strecke außer Betrieb) | 37,3 | Rubenow                                     | Rubenow                                     |
| Haltepunkt / Haltestelle (Strecke außer Betrieb) | 39,2 | Voddow                                      | Voddow                                      |
| Bahnhof (Strecke außer Betrieb) | 41,7 | Kröslin                                     | Kröslin                                     |
| Haltepunkt / Haltestelle (Strecke außer Betrieb) | 43,5 | Karrin                                      | Karrin                                      |
| Haltepunkt / Haltestelle (Strecke außer Betrieb) | 45,0 | Groß Ernsthof                               | Groß Ernsthof                               |
| Haltepunkt / Haltestelle (Strecke außer Betrieb) | 48,0 | Wolgast Tannenkamp                          | Wolgast Tannenkamp                          |
| Haltepunkt / Haltestelle (Strecke außer Betrieb) | 48,7 | Wolgast Schlachthof                         | Wolgast Schlachthof                         |
| Bahnhof (Strecke außer Betrieb) | 49,4 | Wolgast Kleinbahnhof                        | Wolgast Kleinbahnhof                        |
| Strecke (außer Betrieb) | | nach Wolgast Hafen                          | nach Wolgast Hafen                          |
| | |                                             |                                             |
| Quellen: | |                                             |                                             |

Die Kleinbahn-Gesellschaft Greifswald–Wolgast (KGW) wurde am 14. September 1897 gegründet. Sie erschloss in Neu-Vorpommern den damaligen Landkreis Greifswald zwischen der Ostseeküste im Norden und der Peene im Süden.

## Geschichte
Die Genehmigung für den Betrieb wurde am 21. Juli 1898 erteilt. Rund ein halbes Jahr später fand am 19. Dezember 1898 die Eröffnungsfeier im Hotel „Preußischer Hof“ in Greifswald statt; einen Tag später wurde die erste Strecke in Betrieb genommen. Im Jahr 1907 konnte die Konzession zum Betrieb der Bahn auf 120 Jahre verlängert werden.
In Jarmen entstand bis 1924 eine gemeinsame Zentralwerkstatt mit Lokschuppen für die fünf in diesem Gebiet tätigen Bahnen. Die Waggons konnten jetzt im gesamten Einzugsgebiet verkehren, ausgenommen die Wagen der Kleinbahngesellschaft Anklam-Lassan (ALKB), die eine schmalere (600 mm) Spurweite hatte als die anderen Bahnen (750 mm). Sie konnten nur über das Gleisnetz der MPLB nach Jarmen zur Werkstatt gelangen.
Auf der Zweigbahn Kemnitz–Kühlenhagen endete der Personenverkehr 1933. Zum Sommerfahrplan 1939 wurde der Gesamtverkehr zwischen Lubmin Dorf und Wolgast eingestellt, aber während des Zweiten Weltkrieges (1942) wieder aufgenommen. Insgesamt war der Personenverkehr mit Ausnahme der Badezüge zum Seebad Lubmin hinter den Erwartungen zurückgeblieben. So ergänzte man den Kleinbahnverkehr schon ab dem 27. März 1926 durch eine bahneigene Omnibuslinie Greifswald–Lubmin, der noch weitere Linien folgten, bis diese 1942 kriegsbedingt eingestellt werden mussten.
Bis fast zum Kriegsende fuhren Personenzüge von Greifswald bis Wolgast. Dann wurde die gesamte Schmalspurbahn Mitte 1945 als Reparationsleistung demontiert. Auch die vorhandenen Lokomotiven gingen in die Sowjetunion. Allerdings blieb das normalspurige Teilstück Kröslin–Wolgast noch bis zum 25. Mai 1963 für den Personen- und bis zum 1. November 1965 für den Güterverkehr in Betrieb.
Am 28. September 1969 ging die Bahnstrecke Schönwalde–Lubmin in Betrieb. Sie wurde von der Deutschen Reichsbahn gebaut, um das damals in Bau befindliche Kernkraftwerk Lubmin an das Gleisnetz anzuschließen. Die Trasse führt auf möglichst direktem Weg von der Hauptbahn Greifswald–Anklam bei Schönwalde nach Osten zum Ziel. Sie berührt nur in Kemnitz und bei Lubmin die alte Kleinbahntrasse. Der Personenverkehr wurde am 28. Mai 1999 eingestellt, für den Güterverkehr wird die Strecke weiterhin genutzt. Am östlichen Ende nördlich der Lubminer Heide wird neben dem (ehemaligen) Kernkraftwerk seit 2009 auch der Hafen Lubmin durch eine nach Nordwesten abzweigende bogenförmige Stichstrecke angeschlossen. Nordöstlich von Brünzow-Vierow wurde 2012 von der Strecke ein neuer Abzweig mit einem Gleis zum Hafen Vierow fertiggestellt, das dort für den Güterumschlag genutzt wird.

## Streckennetz und Transportleistung
Die Bahn fuhr zunächst von Greifswald, wo sie die Abfahrtstelle der Jarmener Kleinbahn am Staatsbahnhof mitnutzte, über Kemnitz nach Lubmin Dorf. Von hier ging es weiter über Kröslin, bis nach 50 Kilometern die Hafenstadt Wolgast erreicht wurde. Dieses letzte Teilstück von acht Kilometern Länge war in Schmal- und Normalspur angelegt, um Güterwagen, die vor allem Fische von Kröslin wegtransportierten, schnell zur Staatsbahn überstellen zu können.
In Kemnitz zweigte eine Stichbahn nach Boltenhagen ab, die man am 3. Juli 1907 bis Kühlenhagen verlängerte; sie war sieben Kilometer lang. Von Lubmin Dorf gab es seit dem 26. Juni 1907 eine einen Kilometer lange Verbindung zum Seebad Lubmin am Greifswalder Bodden, die von allen Zügen in einer Stichfahrt mitbedient wurde. Seit 1934 konnte die Bahn auch von der Station Vierow, von Greifswald her ohne Richtungswechsel, nach Lubmin Strand fahren.
In Greifswald entstand am 21. Januar 1903 eine kleine Hafenbahn, die am 21. November 1919 noch erweitert wurde. Damit umfasste das Netz, das ebenfalls in der Spurweite von 750 Millimetern angelegt war, eine Gesamtlänge von rund 60 Kilometern.
1935 beförderte die KGW 80.727 Personen und 42.546 Tonnen Güter.

## Eigentümerstruktur
Insgesamt wurden in die Verbindung rund 1½ Millionen Reichsmark mit Hilfe von Aktien investiert. Diese waren wie folgt verteilt:
| Anteilseigner             | Aktien (zu je 1.000 RM) |
| ------------------------- | ----------------------- |
| Preußischer Staat         | 390                     |
| Kreis Greifswald          | 375                     |
| Provinz Pommern           | 375                     |
| Betriebsgesellschaft Lenz | 223                     |
| Gemeinden                 | 65                      |
| Privatpersonen            | 65                      |
| Stadt Greifswald          | 38                      |
| Universität Greifswald    | 34                      |

Die Betriebsführung der Bahn übernahm zunächst die Baufirma Lenz & Co., bis sie 1910 an die Kleinbahnabteilung des Provinzialverbandes Pommern in Stettin abgegeben wurde. Nach deren Auflösung trat 1920 an ihre Stelle die Vereinigung vorpommerscher Kleinbahnen und 1937/1938 die Landesbahndirektion Pommern. 1922 wurde eine Zusammenarbeit der drei Bahnen des Kreises Greifswald mit den Demminer Kleinbahnen Ost und West vereinbart. Die Pommerschen Landesbahnen übernahmen die Gesellschaften mit Wirkung vom 1. Januar 1940 unter der Bezeichnung „Greifswalder Bahnen“ mit einer Streckenlänge von 107 Kilometern und unterstellten sie dem Landesbahnamt in Greifswald. Bei den Greifswalder Bahnen handelte es sich um die Kleinbahngesellschaft Greifswald–Wolgast (KGW), die Greifswald-Jarmener Kleinbahn (GJK) und die Kleinbahngesellschaft Anklam-Lassan.

## Wagenfunde in Russland
2007 fand man in der Nähe von Moskau zwei Waggons der Kleinbahn. Es handelt sich um einen Personenwagen mit II. und III. Klasse aus dem Jahr 1898 mit der KGW-Nummer 5 sowie um einen gedeckten Güterwagen aus dem Jahr 1914 mit der KGW-Nummer 113. Sie wurden nach Deutschland gebracht und dort von Oktober 2009 bis 2010 rekonstruiert.
Ein weiterer Wagenkasten mit der Nummer KGW 19 befindet sich im Schmalspurbahnmuseum der Torfbahn Tjossowo in der Oblast Novgorod, südlich von Sankt Petersburg. Dieser ist in schlechtem Zustand und ist auf einen vierachsigen Plattformwagen aufgesetzt.

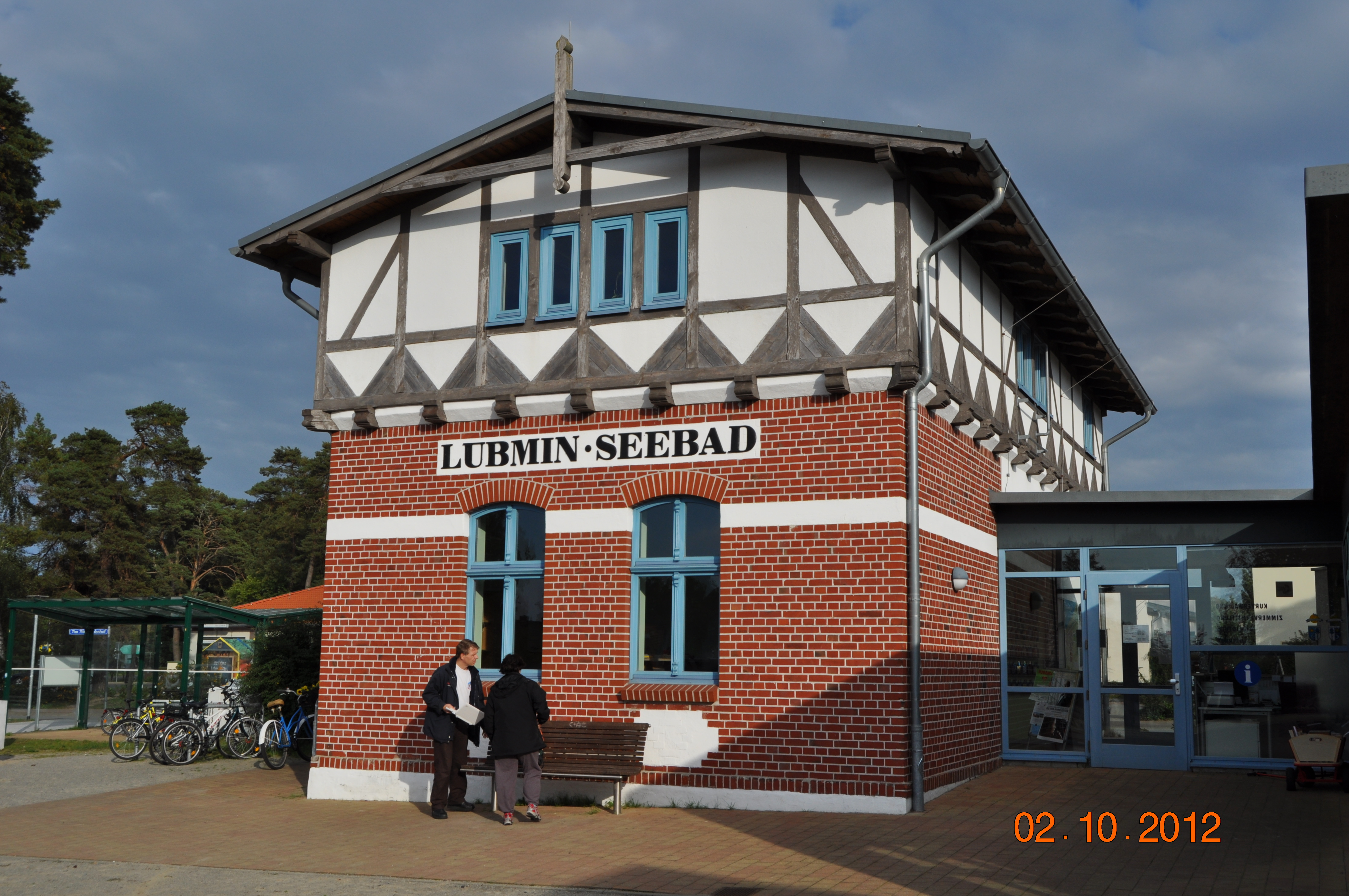
Bahnhof Lubmin Seebad
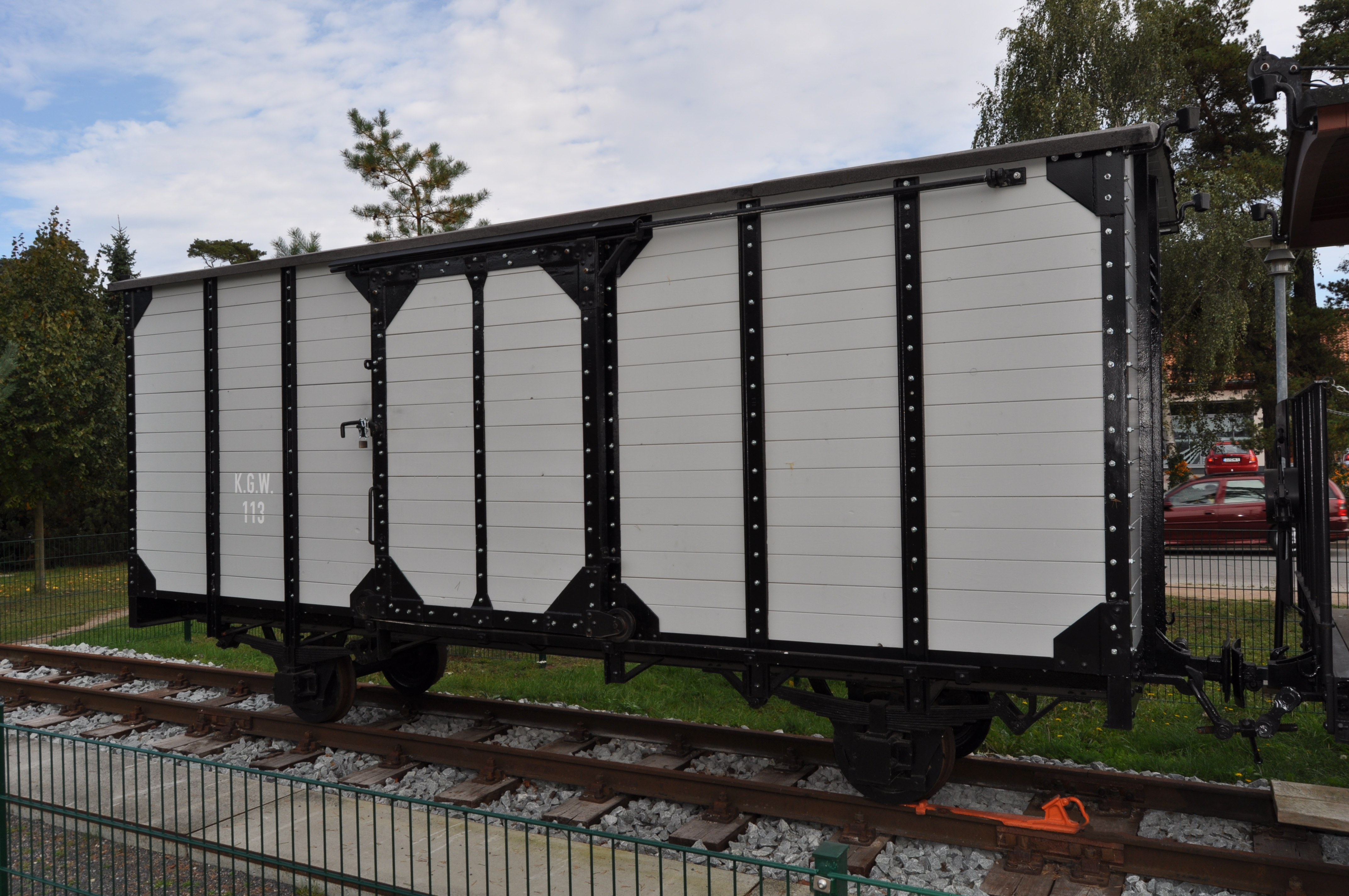
Waggon der KGW am Bahnhof Lubmin Seebad
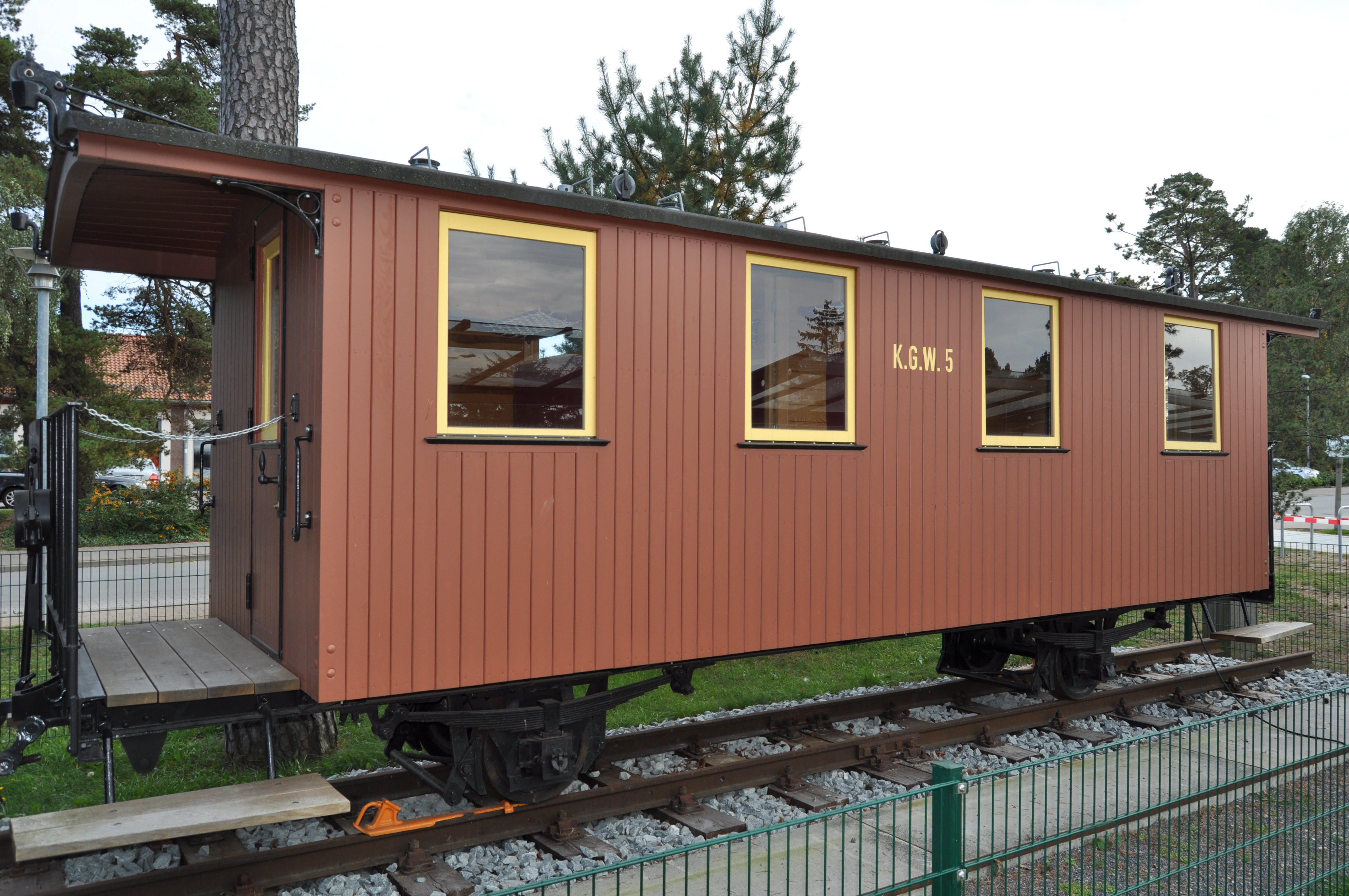
Personenwaggon der KGW am Bahnhof Lubmin Seebad
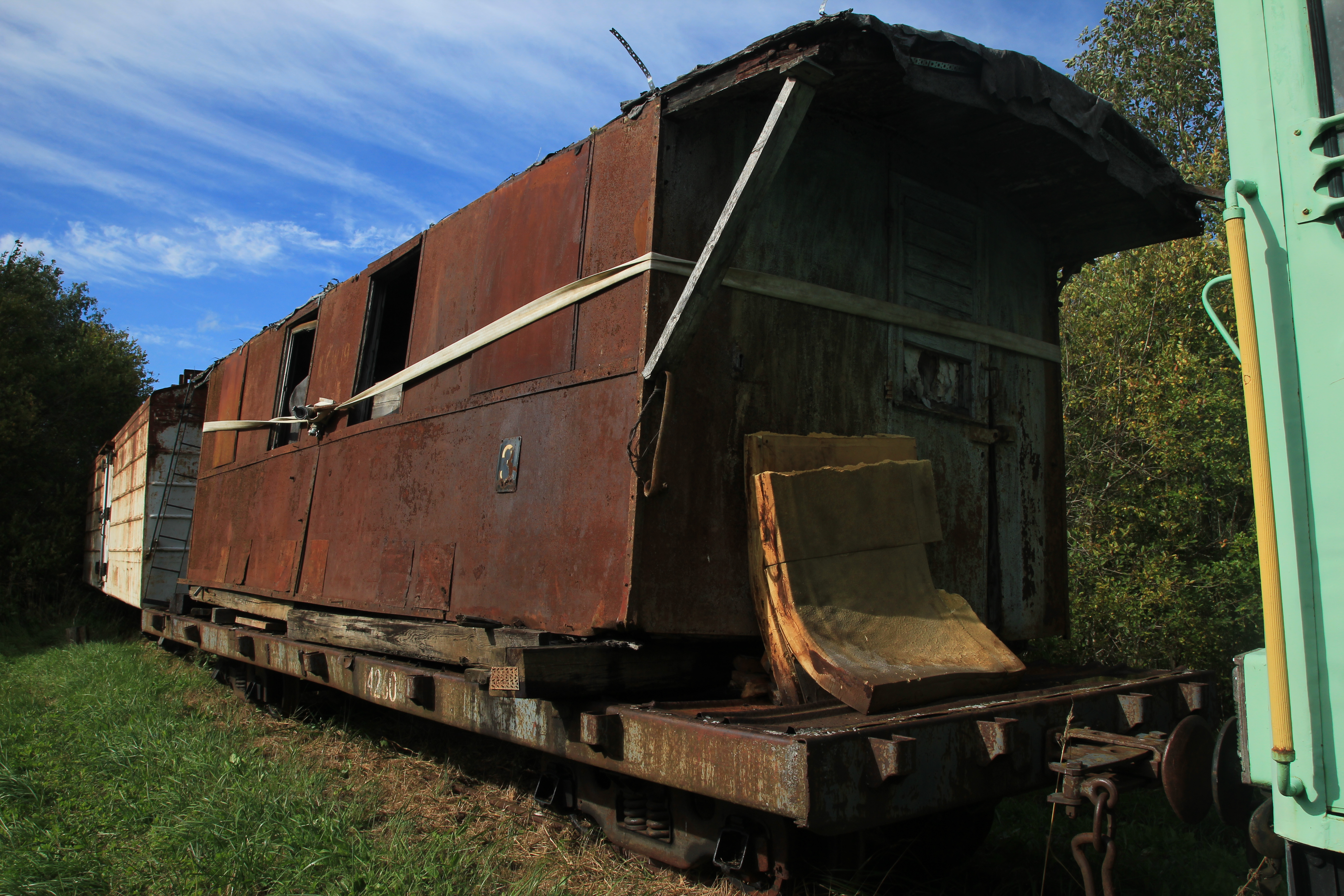
Wagen KGW 19 im Schmalspurbahnmuseum Tjossowo

## Fahrzeuge
| Typ/Baureihe | Betriebsnummer | Betriebsnummer          | Bauart   | Baujahr   | Bemerkung |
| Typ/Baureihe | KGW            | Pommersche Landesbahnen | Bauart   | Baujahr   | Bemerkung |
| ------------ | -------------- | ----------------------- | -------- | --------- | --- |
| Lenz-Typ m   | 1m−4m          |                         | B n2t    | 1898/1900 | Hersteller Hohenzollern, 1900 an Königsberger Kleinbahn/Kreisbahn Wehlau-Friedland abgegeben                        |
| Lenz-Typ m   | 1m(II)−4m(II)  | 216+217                 | B n2t    | 1898      | Hersteller Union, 1900 von Kreisbahn Wehlau-Friedland übernommen                                                    |
| Lenz-Typ nn  | 11nn           | 250                     | B'B n4vt | 1909      | |
| Lenz-Typ M   | 51M            | 255                     | D n2t    | 1914      | |
| Lenz-Typ d   |                | 04                      | B n2t    | 1894      | Normalspur-Lok, zeitweilig durch die PLB auf dem Abschnitt Wolgast–Kröslin eingesetzt, 1949 zu 98 6004 umgezeichnet |
|              |                | 1032                    | 1A       | 1934      | Verbrennungstriebwagen, ehemals Schlawer Kreisbahn T 2, 1949 zu VT 135 512 umgezeichnet                             |